# Кутнагорит

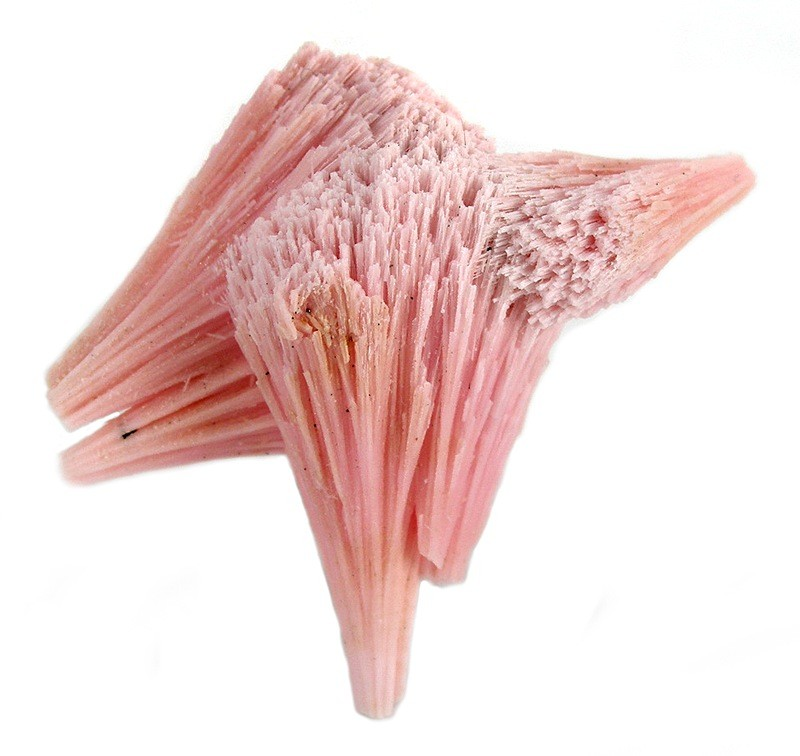
Кутнагорит

Кутнагорит — мінерал, карбонат кальцію і магнію. Названий за типовою місцевістю (Кутна Гора).

## Загальний опис
Хімічна формула: 2[Ca(Mn, Mg, Ca, Fe)(CO3)2].
Сингонія тригональна.
Густина 3-3,1.
Зустрічається у вигляді зернистих або масивних агрегатів.
Колір білий до блідо-рожевого.
Знайдений в карбонатних жилах.
Відомий у Чехії і в районі Франкліна (штат Нью-Джерсі, США).